# Lionginas Šepetys
Lionginas Šepetys (ur. 23 listopada 1927 w Kazliškiai, zm. 9 grudnia 2017 w Wilnie) – litewski architekt, pisarz, historyk sztuki, wykładowca akademicki i polityk, od 1967 do 1976 minister kultury, od 1981 do 1990 przewodniczący Rady Najwyższej Litewskiej SRR.

## Życiorys
W 1953 ukończył studia z zakresu inżynierii lądowej na Uniwersytetlcie Technicznym w Kownie, gdzie do 1957 był asystentem. Odbył studia doktoranckie na Akademii Nauk Społecznych w Moskwie i w 1963 został kandydatem nauk z zakresu historii sztuki. W 1987 uzyskał habilitację z zakresu filozofii. Był członkiem i przewodniczącym Litewskiego Związku Plastyków. Autor wielu książek z dziedziny historii sztuki.
Od 1963 pracował jako wykładowca na Akademii Sztuk Pięknych w Wilnie. Od 1958 do 1960 wiceszef i od 1964 do 1967 szef departamentu nauki, sztuki i kultury w Komunistycznej Partii Litwy. Od 1967 do 1976 minister kultury. Od 1967 deputowany do parlamentu Litewskiej SRR, od 1984 także do parlamentu ZSRR. W 1981 został szefem pierwszej z izb. Jeden z sygnatariuszy Aktu Przywrócenia Państwa Litewskiego z 11 marca 1990. W latach 1990–1992 deputowany do Sejmu, w latach 1995–1997 rzecznik prasowy ministerstwa energetyki.
Był żonaty, miał dwoje dzieci.